# Жукова, Наталья Сергеевна
Наталья Сергеевна Жукова (19 июля 1992 года) — российская лыжница, участница чемпионата мира 2013 года и Олимпийских игр 2014, двукратная чемпионка мира среди юниоров. Мастер спорта международного класса. Специализируется в дистанционных гонках классическим стилем.

## Карьера
В Кубке мира Жукова дебютировала 2 февраля 2013 года, тогда же первый раз в карьере попала в тридцатку лучших на этапе Кубка мира. Всего имеет на своём счету 2 попадания в тридцатку лучших на этапах Кубка мира, оба в личных гонках. Лучшим достижением Жуковой в общем итоговом зачёте Кубка мира является 62-е место, на 28.02.2013, в сезоне 2012/13.
За свою карьеру принимала участие в одном чемпионате мира, на чемпионате мира 2013 года была 33-й в гонке на 10 км свободным стилем.
Использует лыжи производства фирмы Fischer.